# Bill Graves

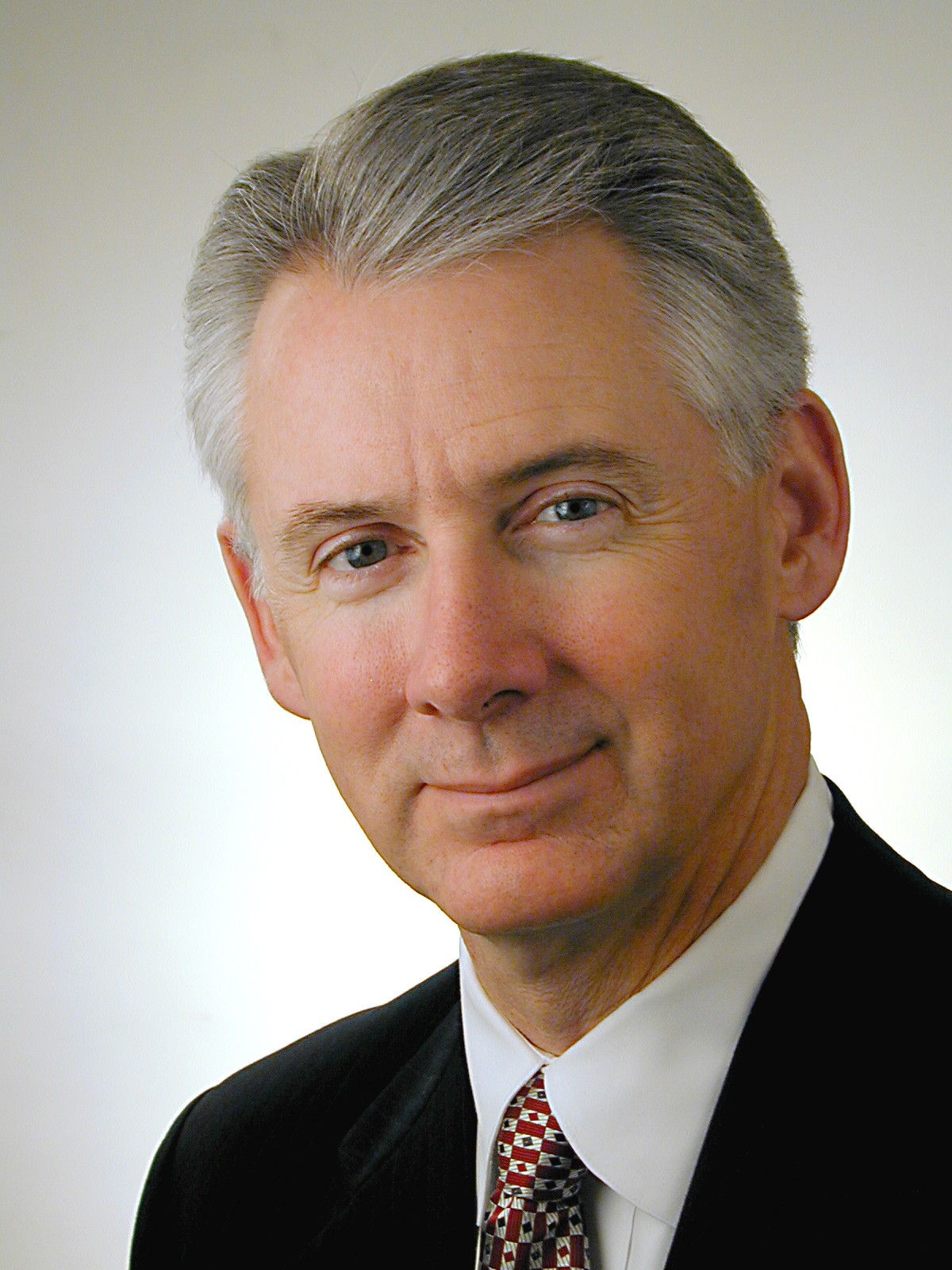
Bill Graves

William Preston "Bill" Graves, född 9 januari 1953 i Salina, Kansas, är en amerikansk republikansk politiker. Han var den 43:e guvernören i delstaten Kansas 1995–2003.
Graves studerade vid Kansas Wesleyan University och University of Kansas. Som delstatens statssekreterare (Kansas Secretary of State) tjänstgjorde han mellan 1987 och 1995. Graves efterträdde 1995 Joan Finney som guvernör och efterträddes 2003 av Kathleen Sebelius.